# قمة مجموعة العشرين 2009 الثالثة في بيتسبرغ
قمة مجموعة العشرين الثالثة 2009 عقدت في بيتسبرغ، بنسيلفانيا ناقشت القمة التخطيط ورصد التعاون الاقتصادي الدولي.

## القادة المشاركين

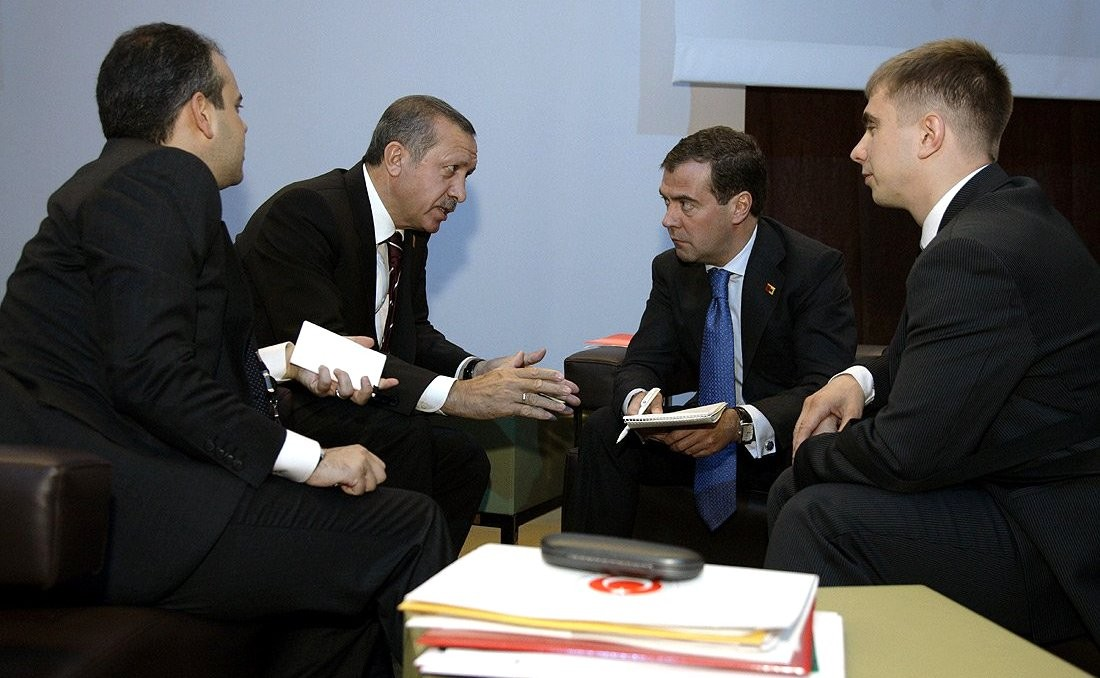
ديمتري ميدفيديف ورجب طيب أردوغان

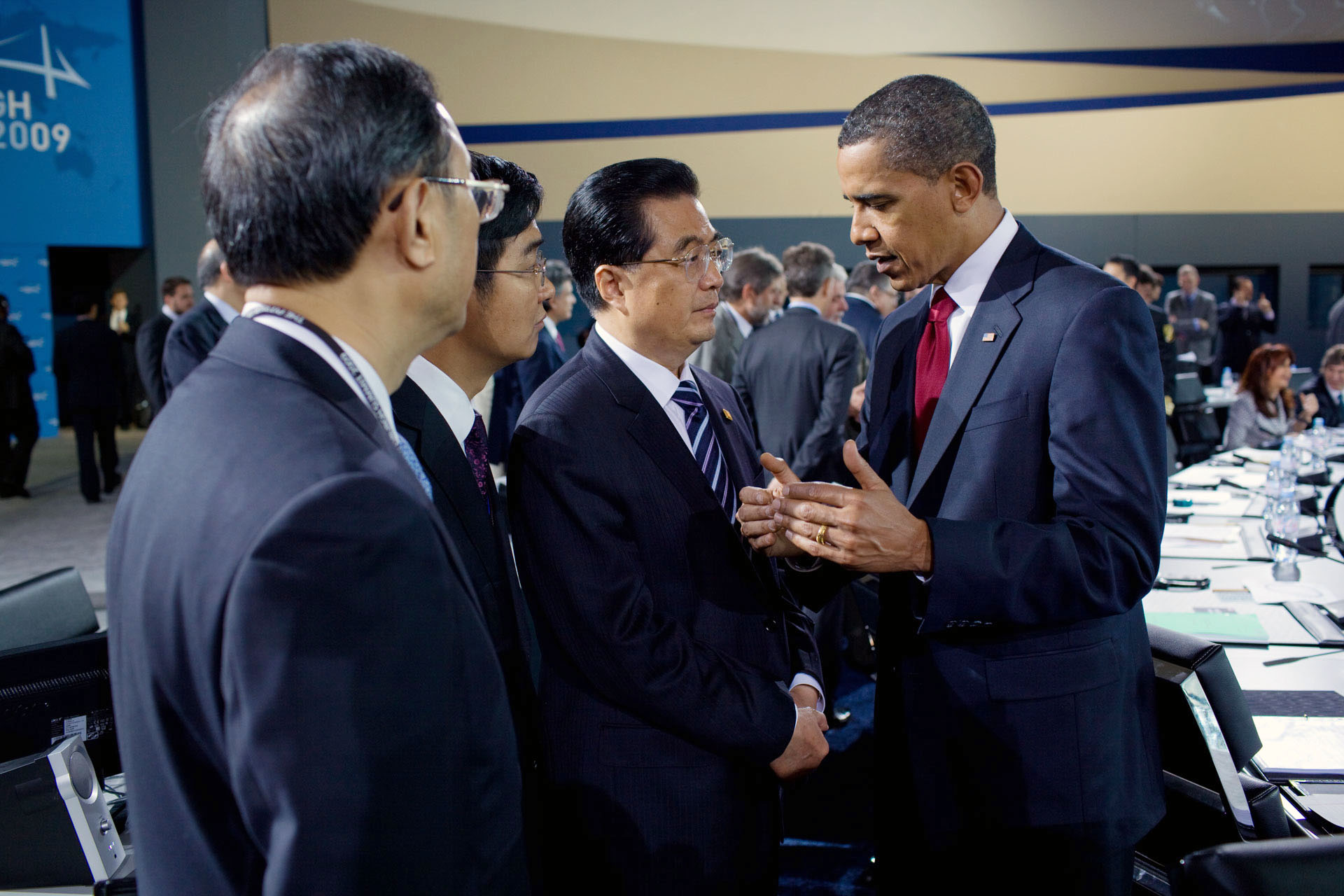
هو جين تاو وباراك أوباما في الجلسة العامة للقمة

| مجموعة العشرين يشار إلى الدولة المضيفة والرائدة في نص عريض. | مجموعة العشرين يشار إلى الدولة المضيفة والرائدة في نص عريض. | مجموعة العشرين يشار إلى الدولة المضيفة والرائدة في نص عريض. | مجموعة العشرين يشار إلى الدولة المضيفة والرائدة في نص عريض. |
| عضو                                                         | عضو                                                         | الممثل                                                      | المنصب                                                      |
| ----------------------------------------------------------- | ----------------------------------------------------------- | ----------------------------------------------------------- | ----------------------------------------------------------- |
| الأرجنتين                                                   | الأرجنتين                                                   | كريستينا فرنانديز دي كيرشنر                                 | رئيس                                                        |
| أستراليا                                                    | أستراليا                                                    | كيفن رود                                                    | رئيس الوزراء                                                |
| البرازيل                                                    | البرازيل                                                    | لويس إيناسيو لولا دا سيلفا                                  | رؤساء البرازيل                                              |
| كندا                                                        | كندا                                                        | ستيفن هاربر                                                 | رئيس وزراء كندا                                             |
| الصين                                                       | الصين                                                       | هو جينتاو                                                   | رئيس جمهورية الصين الشعبية                                  |
| فرنسا                                                       | فرنسا                                                       | نيكولا ساركوزي                                              | رئيس الجمهورية الفرنسية                                     |
| ألمانيا                                                     | ألمانيا                                                     | أنغيلا ميركل                                                | مستشارة                                                     |
| الهند                                                       | الهند                                                       | مانموهان سينغ                                               | رئيس الوزراء                                                |
| إندونيسيا                                                   | إندونيسيا                                                   | سوسيلو بامبانغ يودهويونو                                    | رؤساء إندونسيا                                              |
| إيطاليا                                                     | إيطاليا                                                     | سيلفيو برلسكوني                                             | رئيس وزراء إيطاليا                                          |
| اليابان                                                     | اليابان                                                     | يوكيو هاتوياما                                              | رئيس وزراء اليابان                                          |
| المكسيك                                                     | المكسيك                                                     | فيليبي كالديرون                                             | رئيس                                                        |
| روسيا                                                       | روسيا                                                       | دميتري ميدفيديف                                             | رؤساء روسيا                                                 |
| السعودية                                                    | السعودية                                                    | عبد الله بن عبد العزيز آل سعود                              | قائمة ملوك السعودية                                         |
| جنوب إفريقيا                                                | جنوب أفريقيا                                                | جاكوب زوما                                                  | رئيس جنوب أفريقيا                                           |
| كوريا الجنوبية                                              | كوريا الجنوبية                                              | إي ميونغ باك                                                | رؤساء كوريا الجنوبية                                        |
| تركيا                                                       | تركيا                                                       | رجب طيب أردوغان                                             | رئيس وزراء تركيا                                            |
| المملكة المتحدة                                             | المملكة المتحدة                                             | جوردون براون                                                | رئيس وزراء المملكة المتحدة                                  |
| الولايات المتحدة                                            | الولايات المتحدة                                            | باراك أوباما                                                | رئيس الولايات المتحدة                                       |
| الاتحاد الأوروبي                                            | المفوضية الأوروبية                                          | دوراو باروسو                                                | رئيس                                                        |
| الاتحاد الأوروبي                                            | المجلس الأوروبي                                             | فريدريك رينفلت                                              | رئيس المجلس الأوروبي                                        |

| الدول المدعوة |         |                    |                                |
| دولة          | دولة    | الممثل             | المنصب                         |
| إثيوبيا       | إثيوبيا | ملس زيناوي         | رئيس وزراء إثيوبيا             |
| هولندا        | هولندا  | جان بيتر بالكنإنده | رئيس وزراء هولندا              |
| إسبانيا       | إسبانيا | خوسيه لويس ثباتيرو | قائمة رؤساء الوزراء في إسبانيا |

| المنظمات الدولية |                                  |                    |                        |
| منظمة            | منظمة                            | الممثل             | المنصب                 |
|                  | أسيان                            | Surin Pitsuwan     | امين عام               |
| أبهيسيت فيجاجيفا | أسيان                            | رئيس               |                        |
|                  | منتدى الاستقرار المالي           | ماريو دراجي        | رئيس                   |
|                  | صندوق النقد الدولي               | دومينيك ستراوس كان | المدير العام           |
|                  | نيباد (نيباد)                    | ملس زيناوي         | رئيس                   |
|                  | منظمة التعاون الاقتصادي والتنمية | خوسيه إنجيل جوريا ‏ | امين عام               |
| الأمم المتحدة    | الأمم المتحدة                    | بان كي مون         | أمين عام الأمم المتحدة |
|                  | مجموعة البنك الدولي              | روبرت زوليك        | رئيس                   |
|                  | منظمة التجارة العالمية           | باسكال لامي        | المدير العام           |